# Puconci
Puconci (Hongaars: Battyánd; Prekmurees: Püconci) is een gemeente in Slovenië. De gemeente ligt in het gebied Prekmurje. Het gebied wordt gekenmerkt door relatief weinig reliëf voor Sloveense begrippen, het hoogste punt van de gemeente ligt in Praponek op 397 meter boven de zeespiegel.

## Plaatsen in de gemeente
Puconci omvat de volgende dorpen en woonkernen: Beznovci, Bodonci, Bokrači, Brezovci, Dankovci, Dolina, Gorica, Kuštanovci, Lemerje, Mačkovci, Moščanci, Otovci, Pečarovci, Poznanovci, Predanovci, Prosečka vas, Puconci, Puževci, Strukovci, Šalamenci, Vadarci, Vaneča, Zenkovci
Apače · Beltinci · Cankova · Črenšovci · Dobrovnik · Gornja Radgona · Gornji Petrovci · Grad · Hodoš · Kobilje · Križevci · Kuzma · Lendava · Ljutomer · Moravske Toplice · Murska Sobota · Odranci · Puconci · Radenci · Razkrižje · Rogašovci · Šalovci · Sveti Jurij · Tišina · Turnišče · Velika Polana · Veržej
1. ↑  Prebivalstvo - izbrani kazalniki, naselja, Slovenija, letno. Statistični urad Republike Slovenije. Geraadpleegd op 28 april 2021.